# Suchitra Sebastian
Suchitra E. Sebastian est une physicienne indienne. Elle est connue pour ses découvertes de phénomènes quantiques exotiques[Quoi ?] émergeant dans des matériaux complexes. En particulier, pour la découverte de matériaux isolants non conventionnels qui présentent un comportement de type conduction simultanée. Elle est nommée l'une des trente jeunes scientifiques exceptionnelles par le Forum économique mondial en 2013, l'une des The Next Big Names in Physics par le Financial Times en 2013. En 2022, elle reçoit le Prix de physique fondamentale.

## Formation
Suchitra Sebastian grandit entre Madras, le Royaume-Uni et les États-Unis. Elle obtient un diplôme en physique de la Women's Christian College chennai. Elle fréquent l'Indian Institute of Management d'Ahmedabad, où elle reçoit un MBA. Elle obtient un doctorat en physique appliquée de l'Université Stanford. Elle est chercheuse junior en physique au Trinity College de Cambridge, puis obtient une bourse de recherche universitaire de la Royal Society.

## Carrière et recherches
La recherche doctorale de Suchitra Sebastian porte sur la transformation du silicate de cuivre et du baryum d'un isolant non magnétique en un isolant magnétique sous un champ magnétique élevé et à basse température. Elle découvre que le point de transition de phase, le point critique quantique, se produit lorsque le comportement des électrons devient bidimensionnel, la troisième dimension n'ayant presque aucun effet. En 2006, elle copublie un article révélant ces découvertes. Son expérience est la première exploration du voisinage immédiat du point critique dans les condensats de Bose-Einstein.
Depuis 2010, elle travaille dans le département de physique de l'Université de Cambridge.
Suchitra Sebastian et son équipe utilisent des champs magnétiques élevés pour étudier l'hexaborure de samarium, un isolant de Kondo à basse température. Ils découvrent que l'hexaborure de samarium agit à la fois comme conducteur et isolant dans sa masse, le premier d'une nouvelle classe d'isolants non conventionnels.

## Distinctions
- 2007 - Prix Lee Osheroff Richardson North American Science
- 2012 - Young Scientist Medal in Magnetism (Union internationale de physique pure et appliquée)[6]
- 2012 - Médaille Henry Moseley (Institute of Physics)[7]
- 2013 - Prix L'Oréal-Unesco pour les femmes et la science[8]
- 2015 - Prix Philip Leverhulme[9]
- 2015 - Brian Pippard Prize[10]
- 2022 - New Horizons in Physics prize[11],[12]
- 2022 - Prix Schmidt Science Polymaths[13]

## Publications
Suchitra Sebastian est l'auteure et co-auteure de nombreux articles de recherches, dont :
- (en) Suchitra E. Sebastian, « How we discovered 'impossible' material that both conducts electricity – and doesn't », The Conversation, 10 juillet 2015
- (en) B. J. Ramshaw, Suchitra E. Sebastian, R. D. McDonald, James Day, B. S. Tan, Z. Zhu, J. B. Betts, Ruixing Liang, D. A. Bonn, W. N. Hardy, N. Harrison, « Quasiparticle mass enhancement approaching optimal doping in a high-Tc superconductor” », Science, no 348,‎ 2015, p. 317-320.
- (en) Suchitra E. Sebastian, N. Harrison, F. F. Balakirev, M. M. Altarawneh, P. A. Goddard, Ruixing Liang, D. A. Bonn, W. N. Hardy, G. G. Lonzarich, « Normal-state nodal electronic structure in underdoped high-Tc copper oxides », Nature, no 511,‎ 2014, p. 61-64.
- (en) Suchitra E. Sebastian, Neil Harrison, Gilbert G. Lonzarich, « Towards resolution of the Fermi surface in underdoped high-Tc superconductors », Reports on Progress in Physics, vol. 75, no 10,‎ 2012.
- (en) Suchitra E. Sebastian, N. Harrison, E. Palm, T. P. Murphy, C. H. Mielke, R. Liang, D. A. Bonn, W. N. Hardy, G. G. Lonzarich, « A multi-component Fermi surface in the vortex state of an underdoped high-Tc superconductor », Nature, no 454,‎ 2008, p. 200-203.